# Éric Nzikwinkunda
Éric Nzikwinkunda (* 1. Januar 1997) ist ein burundischer Leichtathlet, der sich auf den Mittelstreckenlauf spezialisiert hat.

## Sportliche Laufbahn
Erste internationale Erfahrungen sammelte Éric Nzikwinkunda im Jahr 2019, als er bei den Afrikaspielen in Rabat mit 1:49,14 min im Halbfinale im 800-Meter-Lauf ausschied. 2021 nahm er an den Olympischen Sommerspielen in Tokio teil und schied dort mit 1:47,97 min in der ersten Runde aus, wie auch bei den Hallenweltmeisterschaften im Jahr darauf in Belgrad mit 3:46,02 min über 1500 Meter. 2024 schied er bei den Afrikaspielen in Accra mit 1:47,56 min im Halbfinale über 800 Meter aus und belegte in 3:41,27 min den sechsten Platz im 1500-Meter-Lauf. Im Juni wurde er bei den Afrikameisterschaften in Douala in 1:47,09 min Fünfter über 800 Meter.

## Persönliche Bestleistungen
- 800 Meter: 1:45,16 min, 27. Juni 2021 in Leverkusen
  - 800 Meter (Halle): 1:47,01 min, 7. Februar 2020 in Valencia
- 1500 Meter: 3:41,27 min, 22. März 2024 in Accra
  - 1500 Meter (Halle): 3:46,02 min, 19. März 2022 in Belgrad